# Gifford (Florida)

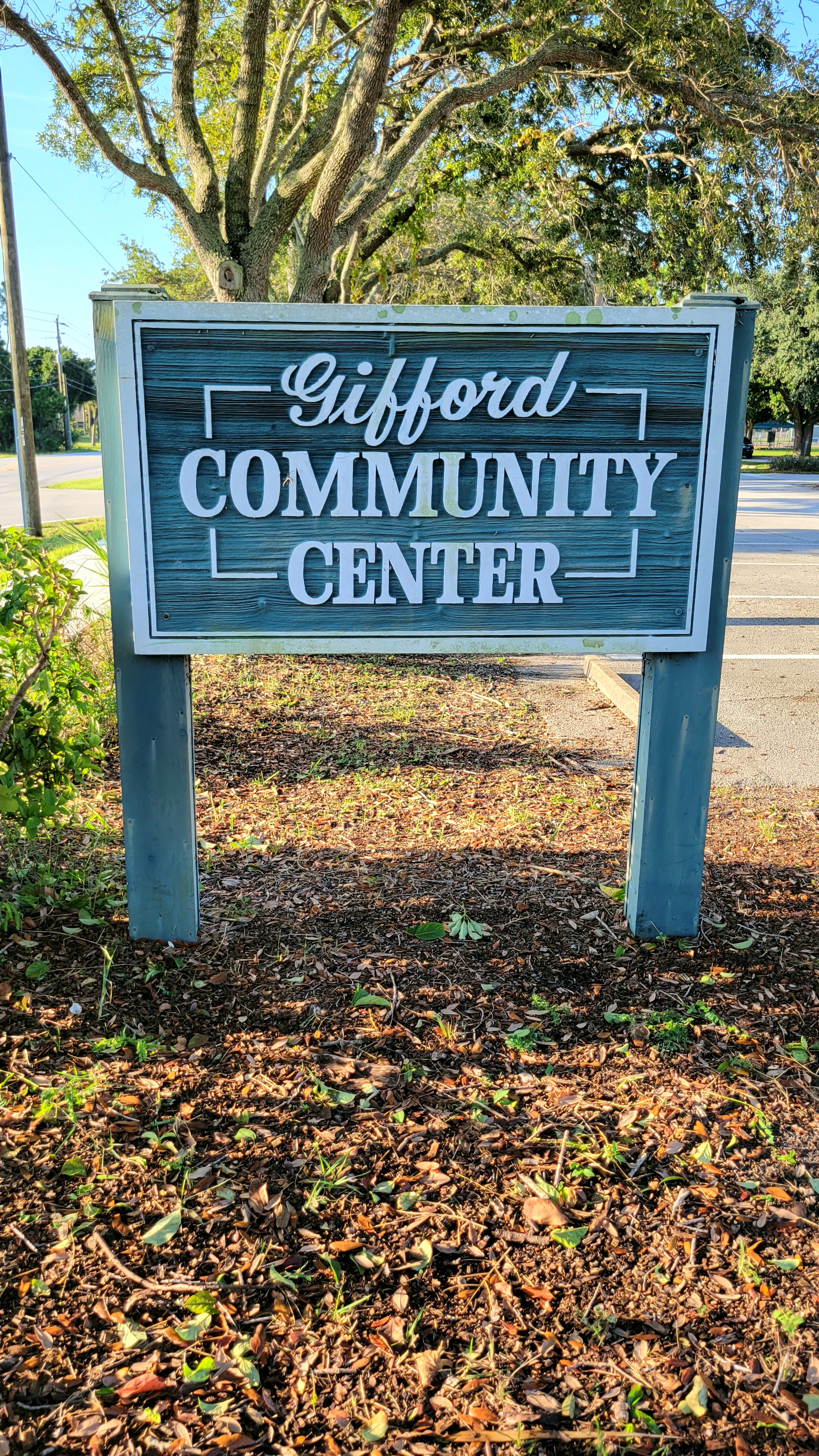

Gifford è un census-designated place (CDP) degli Stati Uniti d'America, situato in Florida, nella contea di Indian River.

## Storia
L'insediamento di Gifford fu organizzato a metà degli anni 1880, secondo la Indian River County Historical Society. Nel 1893 i primi coloni furono raggiunti da lavoratori neri, che erano venuti a lavorare al nuovo progetto ferroviario di Henry Flagler, la Florida East Coast Railway. I residenti chiamarono la piccola comunità agricola "Brownsville", in onore del contadino William Brown che vi si stabilì nel 1880, tuttavia, un'altra città nel nord della Florida portava lo stesso nome. A causa di ciò la comunità prese il nome da Charlie Gifford, capostazione della ferrovia e figlio di Henry T. Gifford.
La prima scuola della città fu costruita nel 1898, ma serviva solo bambini bianchi. L'area è stata nominata nel distretto di Woodley nel censimento del 1900, come villaggio di insediamento per famiglie nere. Nel 1901 William Edward Geoffrey, un afroamericano di Darlington, che era venuto a lavorare nelle ferrovie, aprì una scuola per bambini neri. 
Nel 2018 la Historic Macedonia Church è stata convertita nel Gifford Historical Museum dal Gifford Community Cultural & Resource Center (GCRCRC).
Uno dei punti salienti di Gifford è il Victor Hart Sr. Community Enhancement Complex, situato all'estremità settentrionale della 43rd Avenue. Il complesso è stato ribattezzato nel 2017 per onorare il signor Hart per il suo lavoro e la sua sensibilizzazione nella comunità.